# Lesley Sibner
Lesley Millman Sibner (* 13. August 1934 in New York City; † 11. September 2013) war eine US-amerikanische Mathematikerin, die sich mit partiellen Differentialgleichungen und Differentialgeometrie und speziell der Mathematik von Eichtheorien beschäftigte.

## Leben
Sibner begann als Theaterschauspielerin und studierte am City College of New York Kunstwissenschaft (Bachelorabschluss 1959). Während des Studiums erwachte durch einen Analysis-Kurs für Nebenfachstudenten (Hauptfach Liberal Arts) ihr Interesse an Mathematik. Außerdem traf sie dort ihren späteren Ehemann, den Mathematiker Robert Sibner, mit dem sie später viel zusammenarbeitete. 1964 wurde sie bei Lipman Bers und Cathleen Synge Morawetz am Courant Institute of Mathematical Sciences of New York University über partielle Differentialgleichungen vom gemischten Typ promoviert. 1965/66 war sie Instructor an der Stanford University und danach 1966/67 als Fulbright Stipendiatin am Institut Henri Poincaré in Paris. Seit 1967 ist sie Professorin an der Polytechnic Institute of New York University (Brooklyn Poly).

## Forschung
Mit Robert Sibner untersuchte sie einem Vorschlag von Bers folgend die Existenz kompressibler Flüsse auf Riemannschen Mannigfaltigkeiten und sie entwickelten eine nichtlineare Hodge-de-Rham-Theorie aus einer physikalischen Interpretation eindimensionaler harmonischer Differentialformen auf geschlossenen Mannigfaltigkeiten. 1971/72 war sie am Institute for Advanced Study, wo sie von Michael Atiyah und Raoul Bott beeinflusst (sie wandte sich dort noch stärker geometrischen Fragen zu und fand einen Integralgleichungen-Beweis des Satzes von Riemann-Roch mit Robert Sibner) wurde und unter dem Einfluss von Karen Uhlenbeck und Clifford Taubes wandte sie sich in den 1970er Jahren mathematischen Aspekten der Yang-Mills-Theorie zu. Sie untersuchte die isolierten Punktsingularitäten von Yang-Mills-Higgs Feldern, klassifizierte mit Robert Sibner singuläre Zusammenhangsformen und konstruierte mit diesem und Karen Uhlenbeck nicht-minimale (nicht selbstduale) Lösungen von Yang-Mills-Gleichungen, indem sie Instantonen als Monopollösungen neu interpretierte.
1991 war sie Bunting Scholar des Radcliffe College. 1994 war sie Noether Lecturer. Sie war Fellow der American Mathematical Society.